# Pierre Joseph Tiberghien
Pour les articles homonymes, voir Tiberghien.
Pierre Joseph Tiberghien, surnommé « le Cellini des Flandres », né à Menin (en Flandre) le 30 juillet 1755 et mort le 9 décembre 1810, est un graveur et orfèvre flamand.

## Biographie
Pierre Joseph Tiberghien suit sa formation à Courtrai chez Ignaas Nolf, puis est apprenti de Joannes Baptist Verberckt I à Anvers. Il s'installe à Gand en 1779 et est reçu comme maître artisan, le 16 février 1787.
Il se marie deux fois et a un fils et une fille. Il semble qu'il déplace son atelier à Gand à plusieurs reprises, au Groentenmarkt (1789), Hooiaard (1798) et Kortemunt (1802). Sa veuve, Joanna Theresia Everaert, a conservé l'atelier au moins jusqu'en 1812.